# Danny van der Tuuk
Danny van der Tuuk, né le 5 novembre 1999 à Assen, est un coureur cycliste polono-néerlandais.

## Biographie
Danny van der Tuuk est le fils de l'ancienne patineuse de vitesse polonaise Kaśka Rogulska et le frère du cycliste Axel,. 
Durant son enfance, il patinait l'hiver et s'entrainait sur un vélo durant l'été. À 15 ans, sa préférence se dirige sur le cyclisme et il choisit de se concentrer sur ce sport.

### Amateur
Alors junior, sous le drapeau néerlandais, Danny van der Tuuk se révèle bon grimpeur lors de la saison 2017 en remportant le Trophée Víctor Cabedo et une étape de la Ronde des vallées (troisième du  général). L'année suivante, il rejoint l'équipe continentale néerlandaise Metec-TKH-Mantel pour son passage chez les espoirs. 
En 2019, il est notamment douzième de l'Orlen Nations Grand Prix, manche de la Coupe des Nations espoirs. 

### Carrière professionnelle
Il passe ensuite professionnel en 2021 au sein de l'équipe espagnole Kern Pharma, qui l'engage pour deux ans,. Il commence sa saison 2022 au Grand Prix La Marseillaise, où il est membre de l'échappée du jour. 
Lors de la saison 2024, il choisit de prendre la nationalité sportive de sa mère en obtant pour une licence polonaise au lieu de néerlandaise. En juin de cette année, il se classe quatrième du championnat de Pologne de contre-la-montre.

## Palmarès
- 2017
  - Trophée Víctor Cabedo :
    - Classement général
    - 1re étape

  - 1re étape de la Ronde des vallées
  - 3e de la Ronde des vallées

## Classements mondiaux
| Année                                 | 2021  | 2022 | 2023  | 2024  |
| ------------------------------------- | ----- | ---- | ----- | ----- |
| Classement mondial                    | 2301e | nc   | 2813e | 1857e |
| UCI Europe Tour                       | 1534e | nc   | nc    | nc    |
|                                       |       |      |       |       |
| Légende : nc = non classéSource : UCI |       |      |       |       |